# Governatori della Cirenaica italiana
I Governatori della Cirenaica italiana furono in carica dal 1911 (inizio della guerra italo-turca tra Italia ed Impero ottomano, con la successiva ratifica del trattato di Losanna, nel 1923) al 1928.
Dal 1º gennaio 1929 al 31 dicembre 1933 lo furono come vice-governatori della Tripolitania italiana (dal 1º gennaio 1934 vi fu la confluenza nella Libia italiana).

## Lista
| Governatore                                                                                            | Governatore                           | Mandato                               | Mandato                               |
| Governatore                                                                                            | Governatore                           | Inizio                                | Fine                                  |
| Protettorato della Cirenaica italiana                                                                  | Protettorato della Cirenaica italiana | Protettorato della Cirenaica italiana | Protettorato della Cirenaica italiana |
| --- | ------------------------------------- | ------------------------------------- | ------------------------------------- |
| | Ottavio Briccola                      | 15 ottobre 1912                       | ottobre 1913                          |
| | Giovanni Battista Ameglio             | ottobre 1913                          | 5 agosto 1918                         |
| | Vincenzo Garioni                      | 5 agosto 1918                         | 17 maggio 1919                        |
| Colonia Cirenaica Italiana                                                                             |                                       |                                       |                                       |
| | Giacomo De Martino                    | 17 maggio 1919                        | 23 novembre 1921                      |
| | Luigi Pintor                          | 23 novembre 1921                      | ottobre 1922                          |
| | Eduardo Baccari                       | ottobre 1922                          | dicembre 1922                         |
| | Luigi Bongiovanni                     | dicembre 1922                         | 1924                                  |
| | Ernesto Mombelli                      | 1924                                  | 2 dicembre 1926                       |
| | Attilio Teruzzi                       | 2 dicembre 1926                       | 31 dicembre 1928                      |
| | Domenico Siciliani                    | 1º gennaio 1929                       | marzo 1930                            |
| | Rodolfo Graziani                      | marzo 1930                            | 31 dicembre 1933                      |
| Unificazione della Tripolitania italiana e della Cirenaica italiana, che istituisce la Libia italiana. |                                       |                                       |                                       |